# Birmese namen
Het systeem van de Birmese namen is voor westerlingen vaak zeer moeilijk te begrijpen omdat het grootste gedeelte van de bevolking geen achternamen gebruikt en gemakkelijk van naam verandert.
In Birma, Myanmar, worden naast de namen ook allerlei titels gebruikt, die het geheel nog verwarrender maken. In de tijd van de overheersing door de Britten is een westers systeem ingevoerd, maar sinds de onafhankelijkheid wordt de voorkeur gegeven aan het traditionele systeem.

## Het traditionele naamdagsysteem
Bij geboorte krijgen kinderen een set namen mee, die horen bij die dag en de bijbehorende dag. Enkele voorbeelden van namen met hun bijbehorende dagen:
- Maandag: Kyaw, Khin, Kyin, Kyi, Ngway
- Dinsdag: San, Sann, Su, Soe, Nyi, Nyein
- Woensdag: Lin, Win, Hla, Yee
- Donderdag: May, Ba, Mya, Maung, Myint, Myo
- Vrijdag: Than, Thein, Thaung, Thinn, Han
- Zaterdag: Yin, Tun, Nu, Nwe
- Zondag: Ohn, Aye, Ee, Aung

Iemand die geboren is op donderdag kan dus de naam Myint San krijgen want donderdag en dinsdag horen bij elkaar. Er wordt in Myanmar een speciaal boek uitgegeven met lijsten van de jaren en de dagen met hun namen.
Er zijn mensen in Myanmar die van dit systeem afwijken en een astroloog raadplegen om de juiste naam vast te stellen. Ook krijgt een kind soms de gehele of gedeeltelijke naam van een van de ouders mee bij geboorte. De zoon van U Thein Aung kan zo bijvoorbeeld Aung Win genoemd worden en zijn dochter Hla Thein. Een bekend voorbeeld hiervan is de naam van de Birmese politicus Aung San Suu Kyi. Aung San is haar vaders naam en Kyi komt van haar moeder: Khin Kyi. De reden dat haar hele vaders naam aan het begin van haar naam staat, is omdat hij een Birmese volksheld en nationaal leider was.
Een eenmaal door de ouders vastgestelde naam hoeft niet voor het hele leven te zijn. Als iemand vindt dat hij of zij een nieuwe levensfase ingaat, een ongeluk heeft gehad, of vindt dat zijn naam ongeluk brengt verandert men de naam. Deze verandering wordt vaak aangekondigd in een krant. Op het inschrijvingsbewijs van het bevolkingsregister vindt men vaak meerdere aliassen terug.

## Traditionele titels
Titels zijn erg belangrijk en moeten bij de namen altijd gebruikt worden.
|                                                     | Man                        | Vrouw:           |
| --------------------------------------------------- | -------------------------- | ---------------- |
| Kind: Jonge volwassene: Volwassene: Leraar of baas: | Maung of Mg Ko U (oe) Saya | Ma Ma Daw Sayama |

Hiernaast hebben de verschillende etnische groepen in Myanmar ook nog hun eigen titels voor volwassenen:
|                                                     | Man                                    | Vrouw:              |
| --------------------------------------------------- | -------------------------------------- | ------------------- |
| Shan (adel): Shan: Karen: Mon: Chin: Kachin (adel): | Sao Sai Saw Mahn, Mehm of Nai Sai Duwa | Sao Nang Naw Mi - - |

Onder druk van de centrale regering moeten mensen van de verschillende etnische groepen altijd de Birmese titels U en Daw voor de eigen titels zetten. Dus een man van Karen afkomst met de naam Tha Htoo moet Saw en daarvoor U voor de naam zetten die dan wordt: U Saw Tha Htoo.
Naast al deze titels kunnen ook nog eens officiële titels meegegeven worden zoals: Maha Thray Sithu, Sithu, Wanna Kyaw Htin aan het begin van namen of Naing - ngant Gon - yi aan het einde van namen.

## Westerse namen
Tijdens de Britse overheersing was het normaal om kinderen westerse namen te geven. Zo is er in Myanmar een hele generatie meisjes die Shirley genoemd zijn, naar de actrice Shirley Temple. Ook gewone Engelse namen als John, Harry, Peter, Elizabeth waren populair. Tegenwoordig geven de meeste mensen onder druk van de regering hun kinderen geen westerse namen meer.

## De huidige trend
Sinds de onafhankelijkheid zijn alle straat-, plaats- en eigennamen veranderd in Birmese namen. Het wordt door de regering aangemoedigd om voor een Birmese naam te kiezen. Sommige kinderen krijgen tegenwoordig bij hun geboorte de namen mee van belangrijke koningen en helden uit de geschiedenis, omdat deze anders zijn dan de gewone namen. Onder christelijke families worden veel namen uit de Bijbel gebruikt zoals Jozef, Ruth, Mozes enz. Ook krijgen sommige kinderen de naam Baby of Sonny, wat op latere leeftijd vreemd kan klinken voor een westerling als die geïntroduceerd wordt aan oma Baby.
Sommige succesvolle mensen vermelden ook nog eens de naam van hun geboorteplaats, streek of provincie voor de naam. De derde secretaris-generaal van de Verenigde Naties, U Thant, geboren in Pantanaw, staat in zijn geboorteland bekend als Pantanaw U Thant. Omdat een goede opleiding erg gewaardeerd wordt in Myanmar plaatsen sommige mensen nadat ze afgestudeerd zijn de naam Tekkatho, wat universiteit betekent, voor hun naam. De Birmese acteur U Ne Win plaatste weer Collegian voor zijn naam, naar zijn beste film Collegian én als een verwijzing dat hij naar college geweest was.

## Problematiek
Deze voor westerlingen verwarrende manier van naamgeving kan problemen veroorzaken. Iemands Birmese vriend met de naam U Khin Maung kan op verschillende manieren geboekt staan in een hotel: bij de U, de K of de M. Bij luchtvaartmaatschappijen die hiermee onbekend zijn, zijn er gevallen bekend dat iemand geboekt werd als U (meneer). Het gebrek aan achternamen heeft er ook toe geleid, dat men op formulieren in Myanmar de namen moet geven van de ouders, grootouders, ooms, tantes, broers, zussen, et cetera. Op de visa-aanvraagformulieren bij de Birmese ambassade in Bangkok wordt dit ook gevraagd van westerlingen.